# Xipholena
Xipholena là một chi chim trong họ Cotingidae.